# NGC 7271
NGC 7271 (również PGC 68753) – galaktyka soczewkowata (S0), znajdująca się w gwiazdozbiorze Pegaza. Odkrył ją Albert Marth 9 września 1863 roku.